# Android

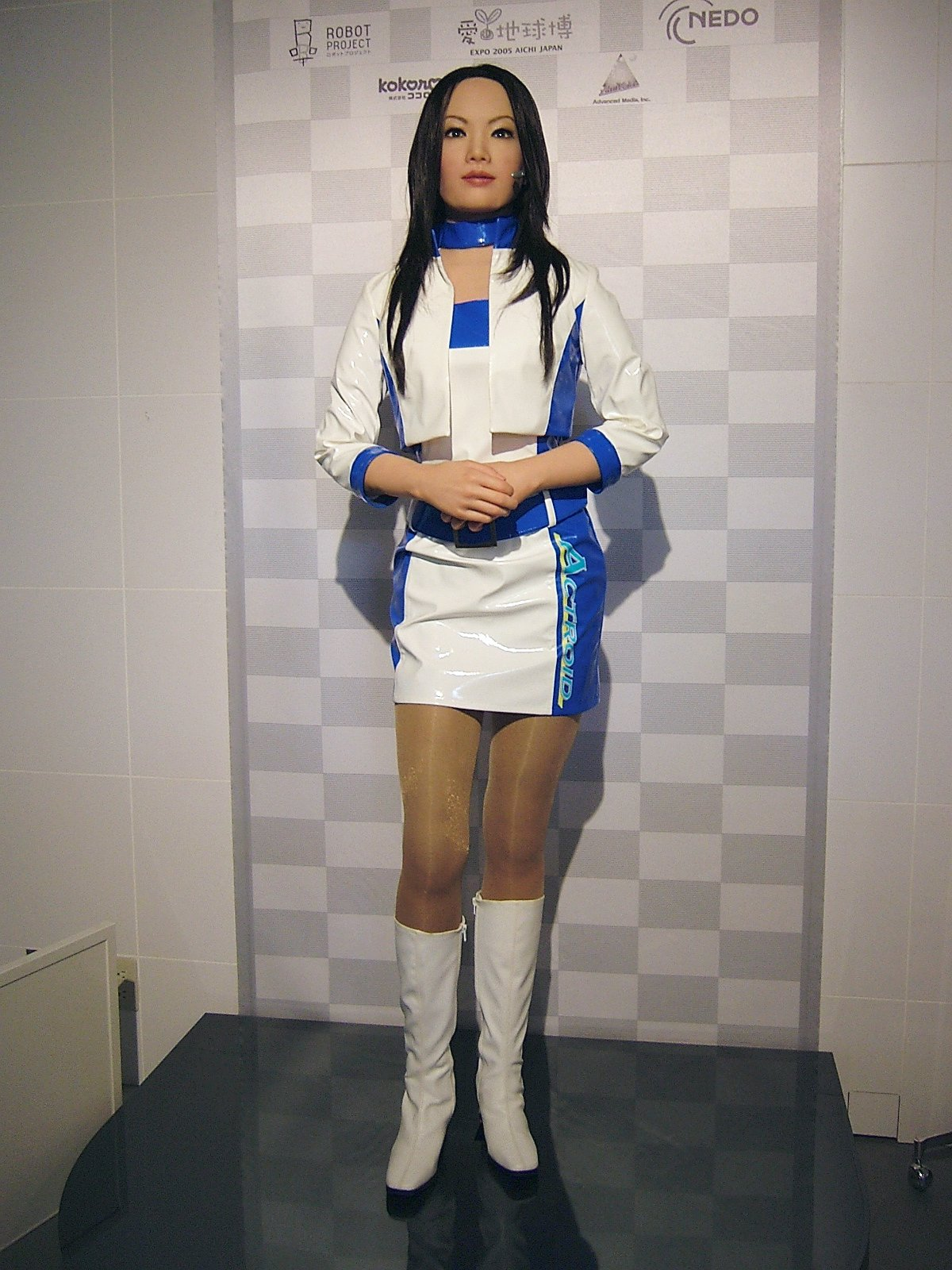
Actroid-DER, dezvoltat de KOKORO Inc, expus la 2005 Expo Aichi Japan

Un android este un robot cu formă și/sau trăsături umane.